# Exploratorium
Het Exploratorium is een museum over wetenschap, kunst en menselijke waarneming in San Francisco. Het is gevestigd aan Pier 15 en 17 aan de Embarcadero. Met jaarlijks meer dan 850.000 bezoekers is het een van de populairste musea van San Francisco.
In 1969 werd het museum opgericht door natuurkundige Frank Oppenheimer. Het is gewijd aan het onderwijzen van wetenschap door tentoonstellingen. Veel van de tentoonstellingen zijn gemaakt door beeldende en performancekunstenaars en docenten, deze worden vaak nagemaakt voor andere wetenschapsmuseums wereldwijd. Sommige tentoonstellingen, zoals de Wave Organ, kunnen niet nagemaakt worden. In het museum bevindt zich ook de Tactile Dome, een driedimensionaal donker labyrint waar bezoekers op de tast doorheen moeten komen.
Vanaf de opening in 1969 tot 2 januari 2013 was het Exploratorium gevestigd bij het Palace of Fine Arts. Op 17 april 2013 werd de huidige locatie aan de Embarcadero geopend, na een grondige renovatie van Pier 15.
De uitgebreide website van het museum, met vele online tentoonstellingen en experimenten, heeft sinds 1997 vijf keer de Webby Award voor Beste Wetenschappelijke Website gewonnen.